# Kazahsztán hívójelkörzetei
Kazahsztán számára az ITU az U[N..Q] hívójelprefixeket osztotta ki.
A Szovjetunió fenhatósága alatt 1992-ig használták még az RL, UL hívójelprefixeket.

## Kazahsztán hívójelkörzetei[1][2][3][4]
| Prefix | Körzet | Suffix[1] | Hely/jelleg                                        |
| ------ | ------ | --------- | -------------------------------------------------- |
| UN     | [0..9] | A         | Mangisztaui terület                                |
| UN     | [0..9] | B         | Akmolai terület                                    |
| UN     | [0..9] | C         | Észak-kazahsztáni terület                          |
| UN     | [0..9] | D         | Abaj terület                                       |
| UN     | [0..9] | D         | Szemej                                             |
| UN     | [0..9] | E         | Köksetau                                           |
| UN     | [0..9] | F         | Pavlodari terület                                  |
| UN     | [0..9] | G         | Almati                                             |
| UN     | [0..9] | I         | Aktöbei terület                                    |
| UN     | [0..9] | J         | Kelet-kazahsztáni terület                          |
| UN     | [0..9] | K         | Kizilordai terület                                 |
| UN     | [0..9] | L         | Kosztanaji terület                                 |
| UN     | [0..9] | M         | Nyugat-kazahsztáni terület                         |
| UN     | [0..9] | N         | Türkisztáni terület (korábban: Dél-kazahsztáni t.) |
| UN     | [0..9] | O         | Atiraui terület                                    |
| UN     | [0..9] | P         | Karagandi terület                                  |
| UN     | [0..9] | R         | Zsezkazgan                                         |
| UN     | [0..9] | S         | Bajkonur                                           |
| UN     | [0..9] | T         | Zsambili terület                                   |
| UN     | [0..9] | V         | Taldikorgan                                        |
| UP     | [0..9] | *         | Speciális állomások                                |
| U[O,Q] | [0..9] | *         | Fenntartott                                        |

## Lajstromjel
Vízi és légi járművek lajstromjelezéséhez az UN prefixet használják.